# Șubrănești, Zastavna
Șubrănești, întâlnit și sub forma Șubraneț sau Dumbrava de Sus (între 1942-1944) (în ucraineană Шубранець, transliterat Șubraneț și în germană Schubranetz) este un sat reședință de comună în raionul Zastavna din regiunea Cernăuți (Ucraina). Are 1,787 locuitori, preponderent  ucraineni (ruteni).
Satul este situat la o altitudine de 200 metri, pe ambele maluri ale pârâului Șubraneț (afluent al Prutului), în partea de centru-sud a raionului Zastavna.

## Istorie
Localitatea Șubrănești a făcut parte încă de la înființare din regiunea istorică Bucovina a Principatului Moldovei. Este atestată documentar pentru prima dată la 18 octombrie 1435, intr-un uric de danie al lui Iliaș I catre un anume pan (mare boier) Stan Babici.
După anexarea Bucovinei de către Imperiul Habsburgic în anul 1775, localitatea Șubrănești a făcut parte din Ducatul Bucovinei, guvernat de către austrieci, făcând parte din districtul Sadagura (în germană Sadagora). 
După Unirea Bucovinei cu România la 28 noiembrie 1918, satul Șubrănești a făcut parte din componența României, în Plasa Prutului a județului Cernăuți. Pe atunci, majoritatea populației era formată din ucraineni. 
Ca urmare a Pactului Ribbentrop-Molotov (1939), Bucovina de Nord a fost anexată de către URSS la 28 iunie 1940, reintrând în componența României în perioada 1941-1944. Apoi, Bucovina de Nord a fost reocupată de către URSS în anul 1944 și integrată în componența RSS Ucrainene. 
Începând din anul 1991, satul Șubrănești face parte din raionul Zastavna al regiunii Cernăuți din cadrul Ucrainei independente. Conform recensământului din 1989, numărul locuitorilor care s-au declarat români plus moldoveni era de 10 (4+6), reprezentând 0,58% din populație . În prezent, satul are 1.787 locuitori, preponderent ucraineni.

## Demografie
Componența lingvistică a comunei Șubrănești
     Ucraineană (98,94%)
     Alte limbi (1,06%)
Conform recensământului din 2001, majoritatea populației comunei Șubrănești era vorbitoare de ucraineană (98,94%), existând în minoritate și vorbitori de alte limbi.
1989: 1.738 (recensământ)
2007: 1.787 (estimare)

### Recensământul din 1930
Componența etnică a comunei Șubrănești (județul Cernăuți)
     Români (1,39%)
     Ruteni (96,83%)
     Altă etnie (1,78%)
Componența confesională a comunei Șubrănești
     Ortodocși (98,13%)
     Altă religie (1,87%)
Conform recensământului efectuat în 1930, populația comunei Șubrănești se ridica la 2.086 locuitori. Majoritatea locuitorilor erau ruteni (96,83%), cu o minoritate de români (1,39%). Alte persoane s-au declarat: germani (5 persoane), ruși (2 persoane), cehi\slovaci (12 persoane), polonezi (14 persoane) și evrei (4 persoane). Din punct de vedere confesional, majoritatea locuitorilor erau ortodocși (98,13%). Alte persoane au declarat: greco-catolici (5 persoane), romano-catolici (19 persoane), evanghelici\luterani (3 persoane), armeano-catolici (6 persoane) și mozaici (6 persoane).